# Серафим (Жемчужников)
Епи́скоп Серафи́м (в миру Симео́н Ива́нович Жемчу́жников; 1843, Тамбовская губерния — 30 сентября 1887, Козловский Троицкий монастырь) — епископ Аксайский, викарий Донской епархии.

## Биография
Родился в 1843 году в Тамбовской губернии в семье священника.
Первоначально учился в Тамбовской духовной семинарии.
24 июля 1869 года по окончании курса Киевской духовной академии определен учителем Могилёвской духовной семинарии, а 22 ноября того же года перешёл учителем в Тамбовскую духовную семинарию.
31 декабря 1870 года назначен законоучителем Тамбовского Екатерининского учительского института.
1 октября 1872 года рукоположен во священника в город Козлов.
22 марта 1881 года возведён в сан протоиерея.
В 25 апреля 1883 года назначен настоятелем Козловского Троицкого монастыря. 28 мая пострижен в монашество с именем Серафим и 29 мая возведен в сан архимандрита.
В 12 июля 1885 года назначен и 21 июля хиротонисан во епископа Аксайского, викария Донской епархии.
Преосвященный Серафим был пожизненным членом Богоявленского братства.
30 сентября 1887 года уволен на покой в Козловский Троицкий монастырь, где и скончался 4 декабря 1887 года.
В 1890 году были опубликованы составленные им «Уроки по православному христианскому катехизису».